# Lago di Speccheri
Il lago di Spèccheri è un bacino artificiale situato nei pressi della frazione omonima del comune sparso di Vallarsa, nella estremità sudorientale della provincia di Trento.

## Descrizione
Lo sbarramento, alto 156,85 m, fu completato nel 1957 per sfruttare le acque del torrente Leno, uno dei principali affluenti dell'Adige. L'acqua viene convogliata verso la centrale di Maso Corona situata nel comune di Ala e operata dalla AGSM Verona.

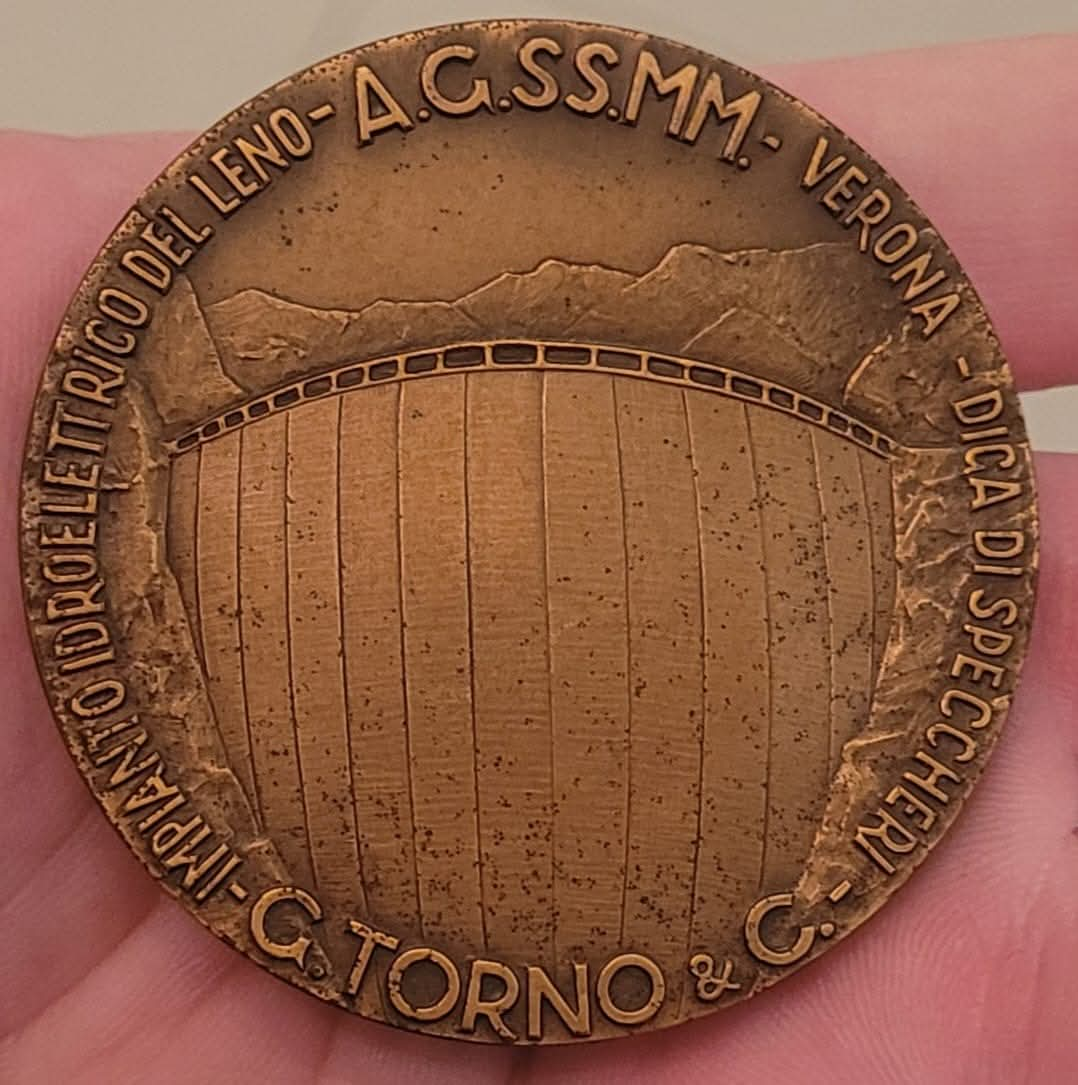
Medaglia celebrativa diga di Speccheri

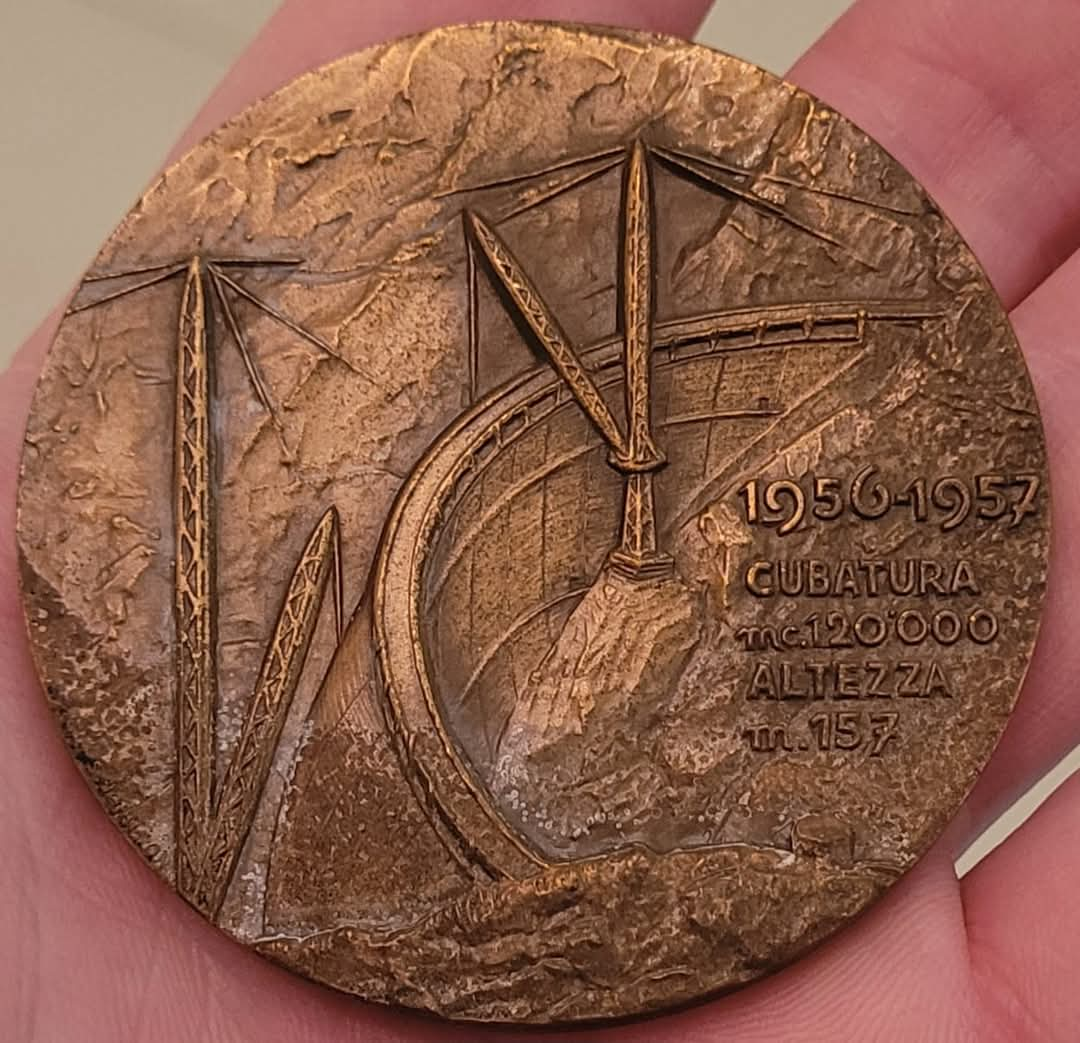
Medaglia celebrativa diga di Medaglia celebrativa diga di Speccheri

## Accessi
L'accesso al lago è possibile solo attraverso sentieri che partono dalla vicina strada statale 46 del Pasubio che, partendo da Vicenza, percorre tutta la valle del Leno sino al suo sbocco, a Rovereto.

## Dati tecnici
- Superficie 0,28 km²
- Superficie del bacino imbrifero 13,75 km²
- Altitudine alla massima regolazione 804,7 m s.l.m.
- Altitudine al massimo invaso 808 m s.l.m.
- Quota massima del bacino imbrifero 2032 m s.l.m.
- Volume 10,17 milioni di m³